# Призматоїд
Призмато́їд (від грец. prísma, родовий відмінок грец. prísmatos — призма та грец. éidos — вид) — багатогранник, дві грані якого (основи) є багатокутниками з довільною кількістю сторін, що лежать у паралельних площинах, а решта (бокові грані) — трикутники або трапеції, причому у трикутників одна сторона, а у трапецій обидві основи є сторонами основ призматоїда.

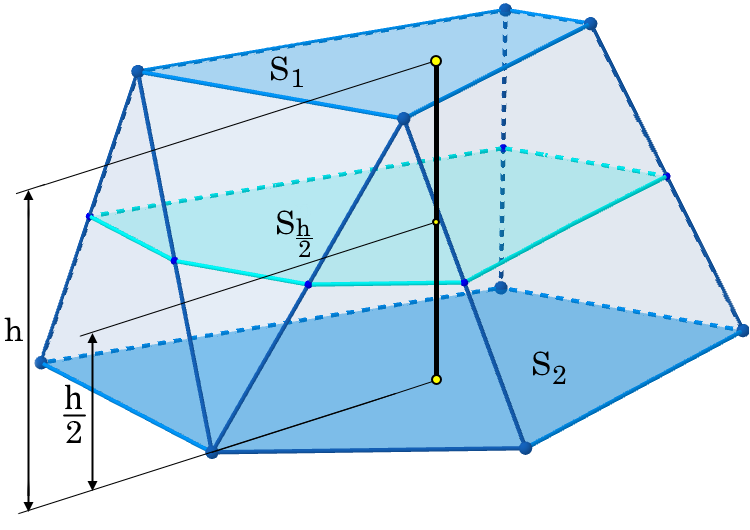
Призматоїд

Призматоїди, у яких обидві основи є багатокутниками з однаковим числом вершин, а бічні грані є або паралелограмами, або трапеціями, називаються призмоїдами.
Об'єм призматоїда :
{\displaystyle V={\frac {S_{1}+4S_{\frac {h}{2}}+S_{2}}{6}}\cdot h}
де h — висота (відстань між основами) призматоїда,
{\displaystyle S_{1}} і {\displaystyle S_{2}} — площі верхньої та нижньої основ призматоїда,
{\displaystyle S_{\tfrac {h}{2}}} — площа перерізу, рівновіддаленого від обох основ.

Ця формула випливає з інтегрування площі перерізу, параллельного основам, по формулі Сімпсона, оскільки ця формула є точною для інтегрування поліномів до 3 степеня, а площа перерізу є щонайбільше квадратичною функцією висоти.
Ще одна формула для об'єму призматоїда:
{\displaystyle V={\frac {S_{1}+3S_{\tfrac {2h}{3}}}{4}}\cdot h}
де {\displaystyle S_{\tfrac {2h}{3}}} — площа перерізу при перетині площиною, паралельною основам та віддаленою на 2/3 висоти від основи S1.

## Сімейство призматоїдів
Сімейство призматоїдів містить наступні багатогранники, як часткові випадки:
- Піраміда — призматоїд, у якого одна з основ є точкою.
- Зрізана піраміда — призматоїд, у якого основи є різні за розміром однаково орієнтовані n-кутники, а бічні грані є трапеціями.
- Клин — призматоїд, у якого одна з основ є трапецією, а інша — відрізком прямої, що параленьна до основ цієї трапеції.
- Обеліск (зрізаний прямий клин) — призматоїд, нижня і верхня основи якого є прямокутниками, а протилежні бічні грані (рівні рівнобедрені трапеції) — однаково нахилені до основ, але не перетинаються.
- Призма — призматоїд, у якого основи однакові, а бокові грані є прямокутниками або паралелограмами.
  1. Паралелепіпед — призма, основою для якої є паралелограм.
    - Ромбоедр — всі грані — ромби.
    - Трикутний трапецоедр(інші мови) — всі грані — конгруентні ромби.
    - Прямий паралелепіпед — основи — паралелограми, бічні грані — прямокутники.
    - Прямокутний паралелепіпед (кубоїд) — всі грані — прямокутники.
    - Куб — всі грані — квадрати.

  2. Скручені призми — багатогранники, отримані з прямих n-кутних призм (основи — правильні n-кутники) шляхом повороту однієї з основ на де-який кут, не рівний {\displaystyle {\frac {\pi }{n}}}
  3. Зірчасті призми.
- Антипризма — призматоїд, у якого основи однакові багатокутники, а сторони є трикутниками.
- Купол — призматоїд, у якого одна з основ є многокутником із удвічі більшою кількістю сторін, а бокові грані є почергово прямокутниками і трикутниками.
- Антикупол — призматоїд, що складається з правильного 2n-кутника (основа антикупола), правильного n-кутника (верхня грань, що паралельна основі), та 3n бокових граней: n рівнобедрених трикутників та 2n різносторонніх трикутників.

| Піраміди | Клини | Призми | Призми | Антипризми | Антипризми | Куполи | Зрізані піраміди |
| -------- | ----- | ------ | ------ | ---------- | ---------- | ------ | ---------------- |
|          |       |        |        |            |            |        |                  |

## Узагальнення

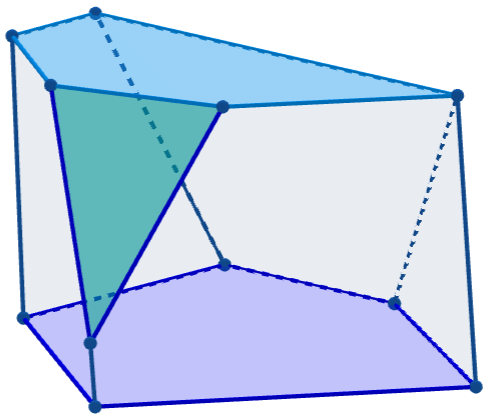
Скутоїд

Якщо хоча б одну вершину призматоїда, з якої виходить одне бічне ребро, зрізати площиною так, щоб нова утворена вершина не лежала на протилежній основі, отримаємо багатогранник, що є частинним випадком скутоїдів.
В загальному випадку скутоїд не є багатогранником, оскільки не всі його грані можуть бути плоскими.

## Вищі розмірності простору

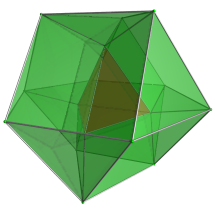
Тетраедрично-кубоктаедричний 4-купол.

Загалом, політоп є призматоїдальним, якщо його вершини лежать в двох паралельних гіперплощинах.
Наприклад, в чотиривимірному просторі, два багатогранники можуть знаходитись в двох паралельних 3-вимірних просторах та сполучаються багатогранними боковими сторонами.